# Giovanni Francesco Grossi
Giovanni Francesco Grossi, zwany Siface (ur. 12 lutego 1653 w Chiesina Uzzanese, zm. 29 maja 1697 pod Ferrarą) – włoski śpiewak, kastrat (sopran).

## Życiorys
Brak wiadomości o wczesnych latach jego życia. W 1671 roku wystąpił w Rzymie w operze Scipione Africano Francesco Cavallego w roli Siface, której zawdzięczał swój pseudonim. W latach 1675–1677 był członkiem kapeli papieskiej. Od 1679 roku związany był z dworem księcia Franciszka II d’Este w Modenie. Okazjonalnie występował w innych włoskich miastach. W 1687 roku odbył podróż do Londynu na dwór króla Jakuba II Stuarta. Po powrocie do Włoch śpiewał na karnawale w Neapolu w 1688 roku. Należał do najbardziej podziwianych kastratów XVII wieku, słynął z kaprysów i skandali towarzyskich. Został zamordowany przez zabójców nasłanych przez markizów Marsili po tym, jak wdał się w romans z ich siostrą.